# Hautot-le-Vatois
Hautot-le-Vatois è un comune francese di 301 abitanti situato nel dipartimento della Senna Marittima nella regione della Normandia.

## Società

### Evoluzione demografica
Abitanti censiti